# مجهر ليزر ماسح

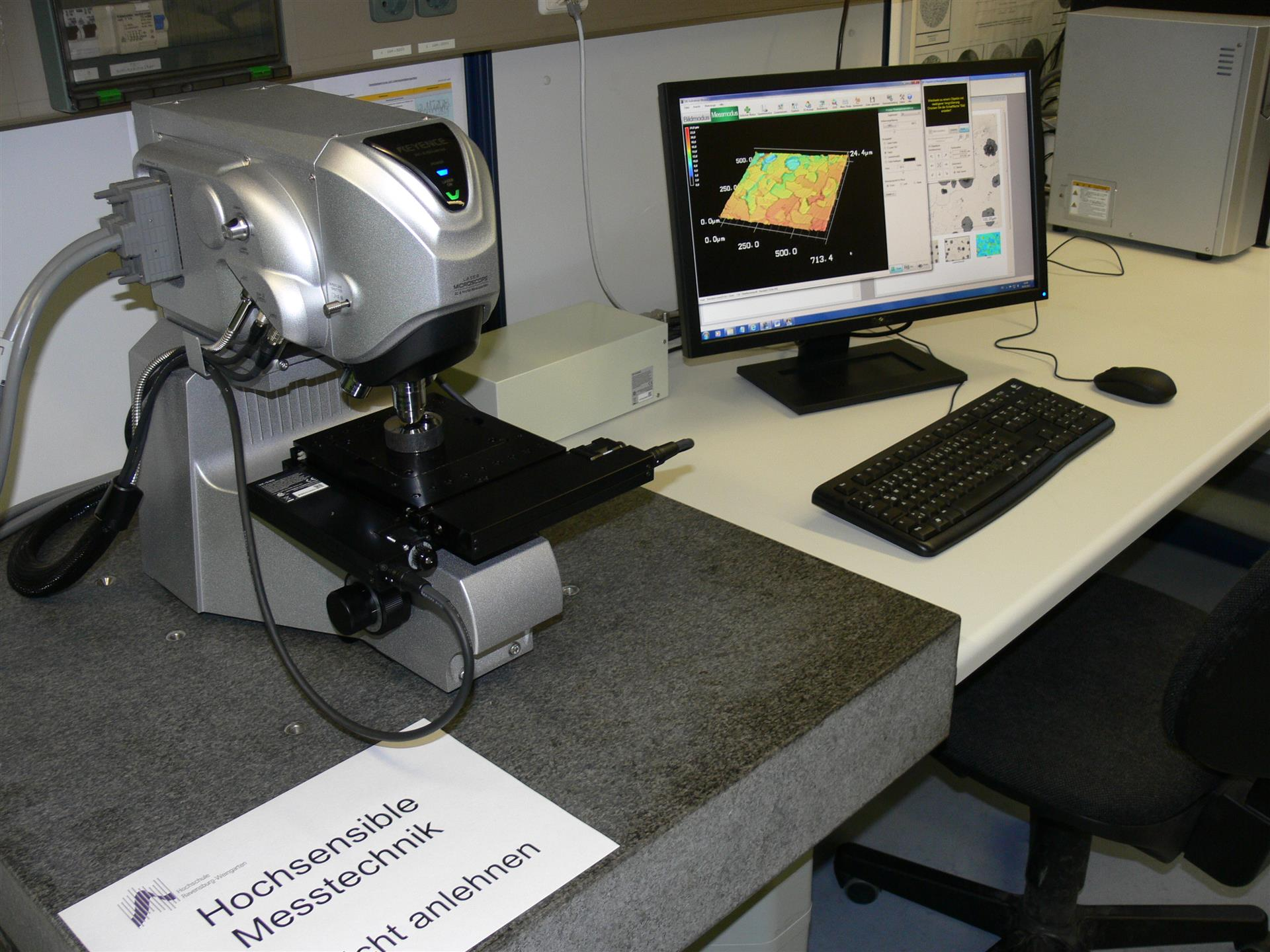
3D-LSM. مجهر ليزري ماسح يستخدم لدارسة الأسطح، وهو يستطيع بمعاونة الحاسوب تكوين صور ثلاثية الأبعاد 3D-LSM.

مجهر ليزر ماسح أو مجهر ليزر ماسح نقطي (بالإنجليزية: Laser scanning Microscope)‏ هو مجهر ضوئي يستخدم فيه شعاع ليزر مركز ليقوم بمسح وقياس الشيء المراد فحصه نقطة نقطة، وتكوين صورة له.
ويمكن إجراء المسح عن طريق انعكاس شعاع الليزر على مرآتي مسح حيث ينعكس الشعاع أفقياً ورأسياً قبل تركيزه في بؤرة وسقوطه على الشيء المراد فحصه. ثم يمكن إزاحة الشريحة التي عليها الشيء المارد فحصه بغرض تصوير النقاط الأخرى. وكل إشارة تنتجها شعاع الليزر يقوم صمام تضخيم ضوئي بتكبيرها أو خلية ضوئية (ديود ضوئي) حيث تسجل صورة الشيء نقطة تلو النقطة.
لذلك لا تتشكل في المجهر صورة كاملة للشيء، وإنما نحصل عليها عن طريق برنامج حاسوبي يقوم بتصفيف النقط الملتقطة واحدة تلو الأخرى. كما ليس من الضروري إجراء مسح الشيء نقطة تلو نقطة فقد يكفي أيضاً إجراء مسح خطي أو عدة نقاط في وقت واحد.

## ميزته
تتميز طريقة المسح النقطي في ضعف الميكروسكوب العادي في إعطاء صورة واضحة متسعة الزاوية حيث تسلط الأشعة على الشيء وتلقط الصورة آنياً. أما التصوير بطريقة المسح النقطي فيمكن إجراء تغيير في الإضاءة أثناء عملية التقاط النقاط مما يحسن من وضوح الصورة ويحسن التباين وكذلك زيادة زمن التقاط النقاط الضعيفة الإضاءة.

## أنماط
توجد طرازات من مجهر الليزر الماسح قد يحتاج وصف كل منها في مقالة بذاتها، ومنها:
- (confocal laser scanning microscope, (CLSM وهو مجهر بؤري ليزري ماسح يقيس نقطة تلو نقطة.
- كما توجد أنواع ماسحة تستعمل ظاهرة الفلورية في التصوير، مثل المجهر متعدد الفوتونات Multiphotonenmikroskop.
- مجهرية انتقائية لسطح الإضاء Selective Plane Illumination Microscopy.